# Portugala Esperantisto
Portugala esperantisto : órgão mensal do Movimento Esperantista Português foi um periódico bilingue (esperanto e português) que se publicou em Lisboa, entre janeiro e agosto de 1936, com o objetivo de vir a servir de «instrumento de aproximação entre as sociedades esperantistas e consequentemente entre os esperantistas». Procurava, por um lado, a divulgação do esperanto, enquanto língua neutra, secundária, de pendor humanista, e com muitos praticantes em todo o mundo; e por outro, o desenvolvimento da atividade esperantista, o ensino da língua e o seu exercício. Anteriormente a esta obra já o esperanto tinha dado alguns passos, nomeadamente em 1907 com a obra Gramática da Língua Internacional Auxiliar Esperanto; em 1908 o Dicionário esperanto-português: precedido por um resumo da gramática (com a segunda edição em 1910); em 1909 a primeira publicação periódica Portugala Revuo e ainda o Curso Elementar de Esperanto sem mestre: em dez lições em 1910. Na Portugala Esperantisto colaboram: Jorge Aníbal Saldanha Carreira, Manuel Ribeiro da Costa Almeida, Luzo Benaldo e Costa Júnior.